# Rampart Street
Pour les articles homonymes, voir Rampart (homonymie).
Rampart Street, (autrefois appelée rue du Rempart), est une rue située dans le centre-ville historique de La Nouvelle-Orléans en Louisiane.

## Présentation
Rampart Street était à l'époque de la Louisiane française la rue du Rempart qui longeait une enceinte fortifiée qui protégeait la ville des éventuelles incursions espagnoles ou britanniques dans sa partie nord.
Cette artère délimite aujourd'hui le quartier français historique du Vieux carré au sud du quartier de Tremé au nord. Elle borde le vaste parc Louis Armstrong et le petit jardin public de Congo Square. La rue finit son parcours dans le faubourg Marigny.
La rue du Rempart traverse Canal Street et change d'appellation de part et d'autre de cette artère, South Rampart Street d'un côté et North Rampart Street de l'autre.

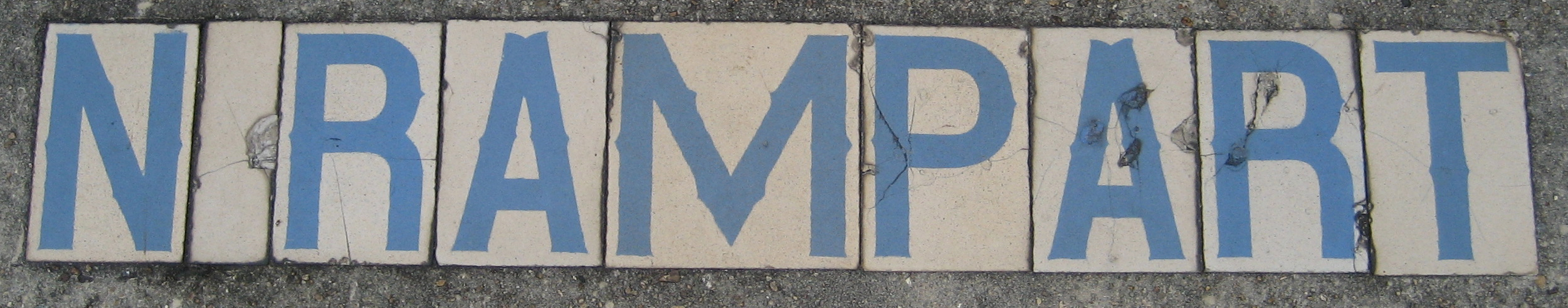
Plaque de la rue du Rempart.